# ويليس ستيفنز
ويليس ستيفنز (بالإنجليزية: Willis Stephens)‏ هو محامي وسياسي أمريكي، ولد في 1955 في بروستر في الولايات المتحدة. حزبياً، نشط في الحزب الجمهوري. وقد انتخب عضو جمعية ولاية نيويورك.